# Depressa
Depressa è una frazione di Tricase, distante da quest'ultima 3,5 km.

## Geografia fisica
L'abitato di Depressa, situato a 108 m s.l.m., occupa una porzione di territorio nella parte settentrionale del comune di Tricase. Si adagia ai piedi delle modeste serre di Andrano e Castiglione, su un terreno caratterizzato da sabbione tufaceo e calcare a diverse gradazioni. Il territorio circostante presenta prevalentemente una grande distesa di uliveti.

## Origini del nome
Secondo Giacomo Arditi il nome sta a ricordare l'offesa ricevuta da parte dei Saraceni che nel 1480 distrussero l'antico centro di Salete. Tuttavia è più probabile, come avanzato da Cosimo De Giorgi e da A. Raeli, che il paese debba il suo nome al fatto che esso sorga su una depressione naturale collocata tra le serre di Andrano e Castiglione.

## Storia
Il territorio intorno a Depressa è stato abitato sin da epoche remote; ne sono una conferma i menhir che sorgono nei dintorni. Le prime notizie documentate risalgono al 1269, quando sui registri della cancelleria angioina si riporta che il signore di Depressa era il giudice Nicola Gargano di Bari. Agli inizi del XIV secolo apparteneva alla famiglia Pisanelli e nella seconda metà del secolo passò ai Carafa, fu, quindi, feudo dei Castriota e poi dei Saraceno, signori di Andrano. Il 29 ottobre 1604 venne acquistato da Angelo Gallone di Tricase che lo ingrandì incorporandovi i feudi di Principano e di Bernardo, acquistati successivamente. Diventata parte del principato di Tricase, Depressa seguì le vicende della famiglia Gallone fino al 1806, anno di abolizione del regime feudale.
Nel 1869 Emanuela Gallone sposò Antonio Winspeare, Duca di Salve, con il quale la cittadina conobbe una certa prosperità e l'antico castello fu restaurato e ristrutturato.

## Monumenti e luoghi d'interesse
Alcune delle Chiese di Depressa sono molto antiche, e pertanto hanno valore storico e artistico.

### Architetture religiose

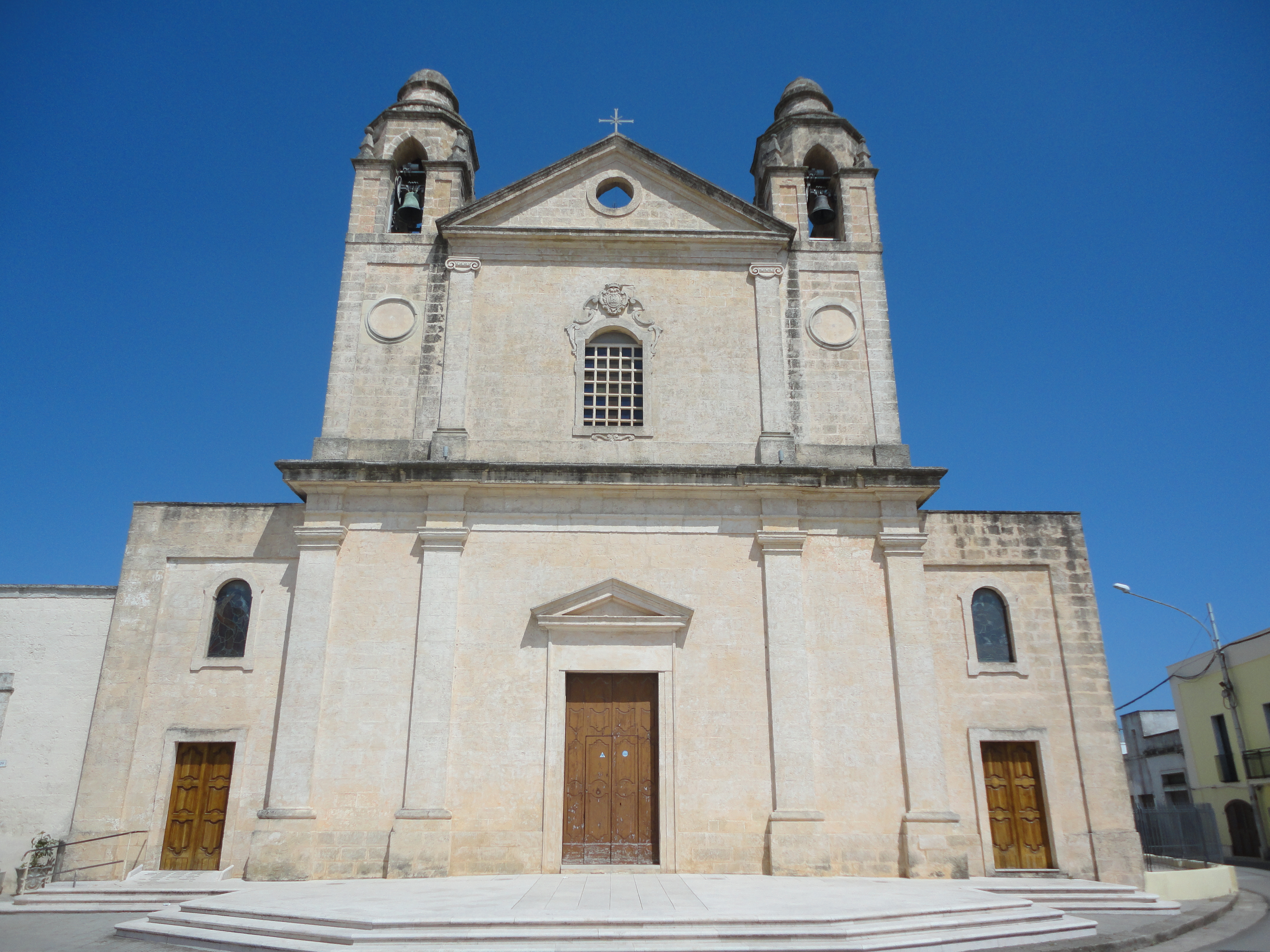
Chiesa di Sant'Antonio di Padova

- Chiesa di Sant'Antonio di Padova, eretta nel XVII secolo sotto il titolo di Santa Maria delle Grazie. È l'attuale Chiesa parrocchiale. Fu ultimata nel 1790, come riporta l'incisione sulla facciata, e più volte restaurata e ampliata nel corso del tempo; nel 1870 venne realizzata la navata sinistra, mentre nel 1958 venne demolita l'attigua Chiesetta di Santa Veneranda per la costruzione della navata destra. La facciata, di gusto neoclassico, si sviluppa su due ordini ed è coronata da timpano triangolare e da due campanili edificati nel 1880. L'interno, a tre navate divise da pilastri, possiede una copertura con volta a spigolo. Lungo le navate laterali si susseguono gli altari dedicati alla Madonna del Rosario, alle Anime Sante, ai Santi Medici, a Sant'Antonio di Padova e alla Madonna delle Grazie. Il presbiterio accoglie l'Altare maggiore in pietra leccese, realizzato nel 1837, e quattro ovali con le tele degli Evangelisti dipinte nel 1835[4].

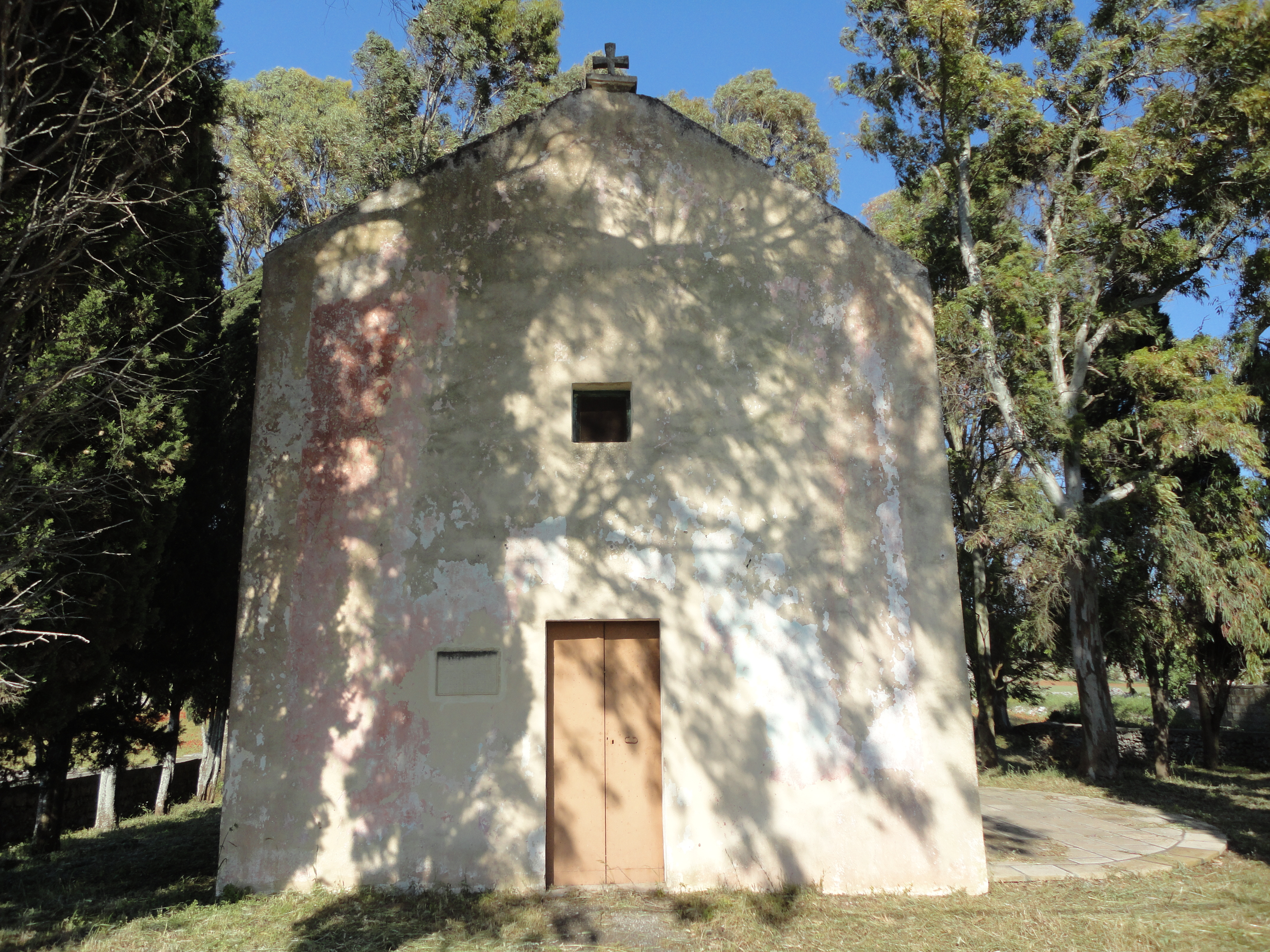
Chiesa di Sant'Elia Profeta

- Chiesa della Madonna Immacolata, risale al 1956 e consacrata nel 1968. Presenta una sobria facciata con terminazione a spioventi, inquadrata fra due robuste paraste. L'interno, ad aula unica, conserva due tele raffiguranti l'Annunciazione e l'Assunzione di Maria, realizzate nel 1994 dallo scultore e pittore salvese Vito Russo.

#### Altre chiese
- Cappella dei Santi Medici (1645)
- Chiesa di Sant'Elia Profeta, risale al XVII secolo e sorge sulle rovine dell'antico abitato di Salete.
- Calvario, fu realizzato nel 1885 e restaurato nel 1973 con l'aggiunta di cinque pannelli in ceramica scultorea.

### Architetture militari

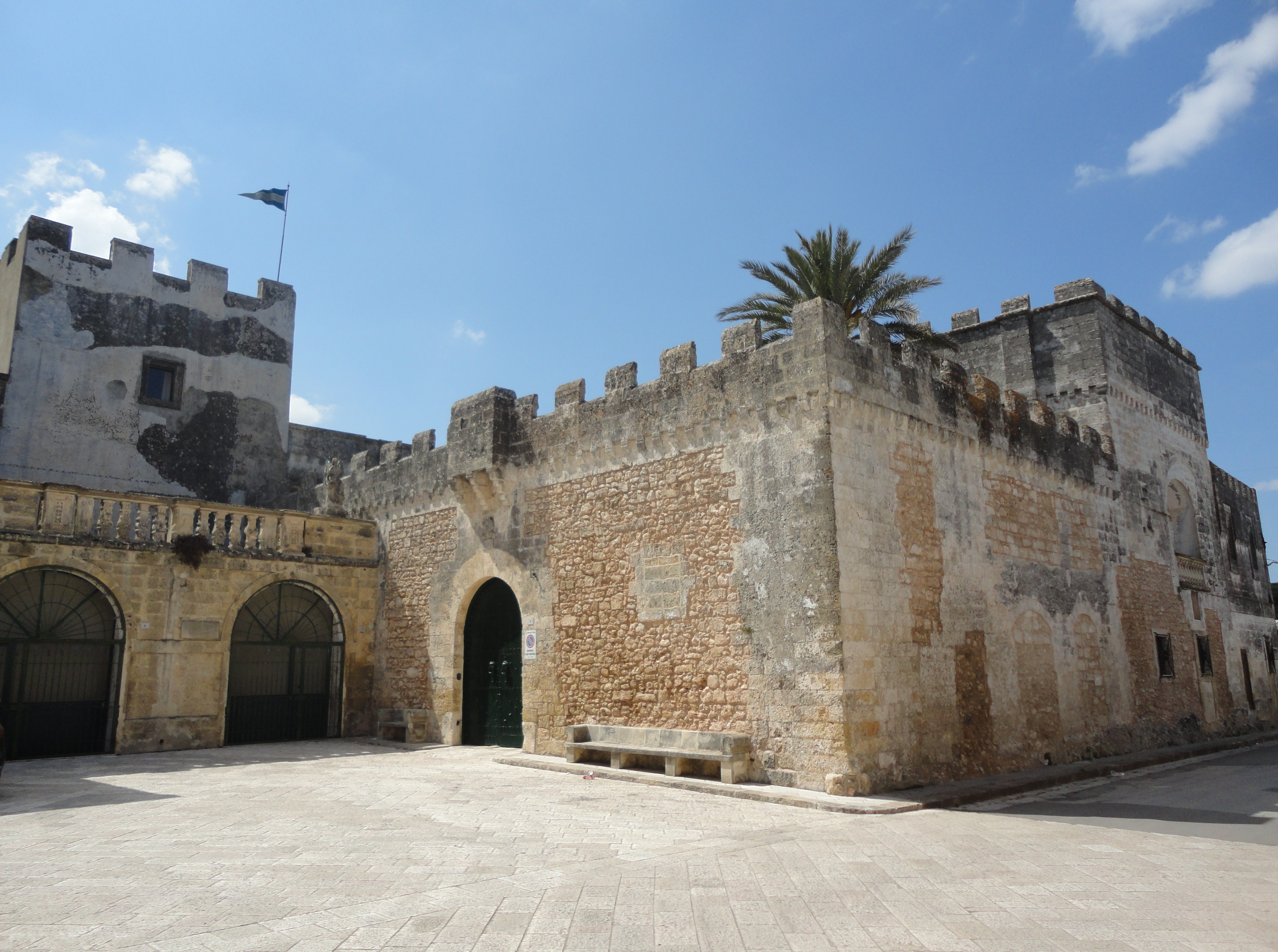
Castello

#### Castello
Il castello è impostato attorno ad una severa torre angioina del XIV secolo. Fu gravemente danneggiato dall'invasione turca del 1480 e riedificato dai baroni Saraceno nel 1548. I Gallone, che acquistarono il feudo di Depressa nel 1604, lo ammodernarono così come si deduce dall'epigrafe con stemma araldico collocato sotto la piombatoia dell'ingresso principale.
L'edificio è a pianta quadrangolare e della struttura cinquecentesca conserva le due torri quadrate, un loggiato, la grande scala monumentale e, sul lato ovest, le mensole che sorreggevano il camminamento di ronda.
Al cortile centrale rettangolare fu aggiunto un porticato nel XIX secolo. Trascurato per lunghi anni ed usato come semplice masseria, fu ristrutturato nel 1885 dal nobile napoletano Antonio Winspeare. Attualmente il castello appartiene ancora agli eredi della famiglia Winspeare, il barone Riccardo Winspeare ed Elisabetta principessa del Liechtenstein, genitori del regista Edoardo Winspeare.

### Architetture civili
- Frantoio Ipogeo "Grotta dei Municeddhri"
- Masseria dei Monaci
- Masseria della Corte

### Siti archeologici
- Menhir Salete
- Croce di Principano
- Pozzi Messapici

## Cultura

### Eventi
- Festa di Sant'Antonio - sabato e domenica successivi al 13 Giugno
- Cibovagando per il Borgo La pasta fatta a casa e non solo - 19 Agosto
- Fiera dei Santi Medici - 26 e 27 Settembre

## Economia
L'economia è legata da sempre alla lavorazione della terra e alla trasformazione dei prodotti agricoli. Presente è anche l'artigianato con la tradizionale lavorazione del legno.

## Infrastrutture e trasporti

### Strade
I collegamenti stradali che interessano il comune sono:
- Strada statale 16 Adriatica;
- Strada statale 275 di Santa Maria di Leuca;
- Strada Provinciale 81, Andrano-Depressa-Tricase;
- Strada Provinciale 167, Depressa-Castiglione d'Otranto.